# Rudy Comstock

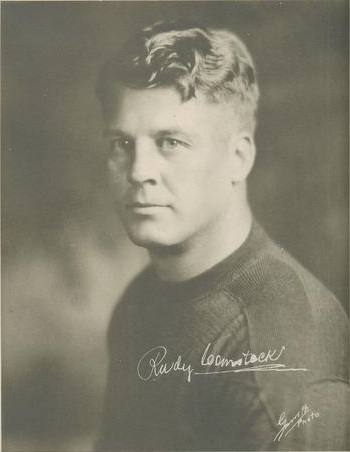
Foto de Rudy Comstock em 1932

Rudy Comstock foi um jogador de futebol americano estadunidense que foi campeão da Temporada de 1923 da National Football League jogando pelo Canton Bulldogs.